# Первым комсомольцам — строителям Магнитки
Памятник «Первым комсомольцам — строителям Магнитки» — монумент в сквере имени Чапаева города Магнитогорска Челябинской области, посвящённый самоотверженному труду молодёжи, прибывшей в суровую уральскую степь со всего Советского Союза на строительство Магнитогорского металлургического завода. Автор скульптурной композиции — Виталий Семёнович Зайков.

## История создания памятника
Памятник, посвящённый комсомольцам — строителям Магнитки, был задуман ещё в пятидесятые годы XX века. 28  октября 1958  года, в канун 40-летия комсомола, в центре Магнитогорска, на правом берегу реки Урал, состоялась закладка памятника. На большой чугунной плите в форме комсомольского значка с барельефом В. И. Ленина была сделана надпись: «Здесь будет сооружён монумент комсомольцам — строителям Магнитки».
Памятник родился на конкурсной основе при активном обсуждении его общественностью города. Разработкой различных вариантов композиции памятника по заявке комсомольцев Магнитки занимались скульпторы Челябинской организации Союза художников РСФСР. Из предложенных вариантов в 1965 году выбрали скульптурную композицию заслуженного художника РСФСР Виталия Зайкова, которая в 1964 году экспонировалась в стадии рабочей модели на 1-й зональной выставке «Урал социалистический» в Свердловске.
Памятник был приобретён на средства, заработанные комсомольцами Магнитогорска на субботниках, и доставлен из мастерской скульптора Евгения Вучетича в Волгограде, где в то время работал В. Зайков.

## Открытие монумента
Торжественное открытие монумента состоялось 9 мая 1966 года, в день слёта первых строителей Магнитки.
В репортаже «Умножим славу Магнитки!», опубликованном 12 мая 1966 года на первой полосе Магнитогорского металла, так описано это событие: «9 мая в сквере имени Чапаева состоялся митинг, посвящённый Дню Победы и открытию монумента, воздвигнутого в честь первых строителей города. 11 часов утра. Солнце щедро залило лучами огромное людское море, серебром засверкало на трубах оркестров. Люди всюду — на проспекте Металлургов, вдоль сквера, на балконах и даже на крышах домов. У подножия монумента замер почётный пионерский караул…»

## Описание монумента
Памятник «Первым комсомольцам — строителям Магнитки» представляет собой скульптурную композицию на высоком постаменте, выполненную из кованого алюминия и состоящую из двух фигур строителей Магнитки — юноши и девушки. Демобилизованный красноармеец и девушка-комсомолка изображены в духе романтики периода первых советских новостроек.
Постамент (его автор — волгоградский архитектор Н. Н. Коваленко) специально сложили из огнеупорного магнезитового кирпича, что связывает по смыслу композицию с индустриальным Магнитогорском. На лицевой стороне на мраморном поясе выведена надпись: «Первым комсомольцам — строителям Магнитки». На боковых гранях обозначена дата установки — 1966 год. Высота скульптуры составляет три метра, общая высота памятника — 6,5 метра.
Памятник стал одним из самых значительных в творчестве скульптора Виталия Семёновича Зайкова, которым он гордился. Скульптор тщательно изучил историю создания города и сумел точно передать в скульптуре характер молодых тружеников. Он часто любил вспоминать, как приехавшие на церемонию открытия строившие Магнитку комсомольцы, увидев памятник, сказали, что именно такими они тогда и были.

В сентябре 2016 года проведена реконструкция памятника без изменения его внешнего вида.